# Gateshead
Gateshead – miasto w północno-wschodniej części Anglii, w hrabstwie Tyne and Wear, w dystrykcie metropolitalnym Gateshead, położone na południowym brzegu rzeki Tyne, naprzeciw Newcastle upon Tyne; stanowi część aglomeracji Tyneside. W 2001 roku miasto liczyło 78 403 mieszkańców.
W mieście rozwinął się przemysł maszynowy, metalowy, spożywczy, lekki oraz hutniczy.